# Argoncilhe
Argoncilhe (São Martinho de Argoncilhe) ist ein Dorf und Gemeinde in der Gemeinde von Santa Maria da Feira. Argoncilhe hat 8420 Einwohner und eine Fläche von 8,7 Quadratkilometern ist die Kreisstadt von Santa Maria da Feira näher an der Stadt Porto.